# Pic du Lac Blanc
Il Pic du Lac Blanc (2.980 m s.l.m.) è una montagna delle Alpi del Moncenisio che si trova in Francia nel dipartimento delle Alte Alpi.

## Caratteristiche

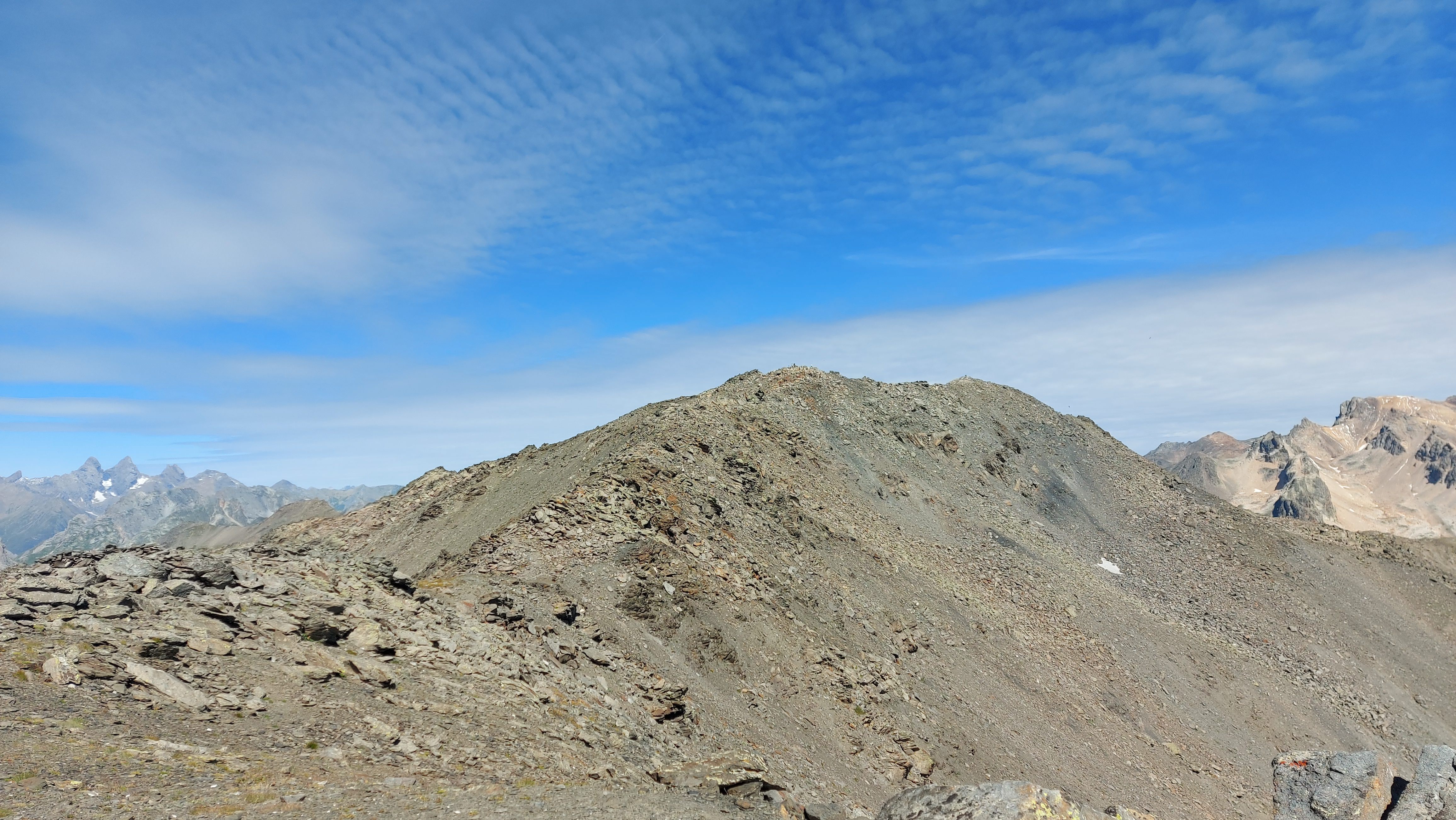
La montagna vista dal Col du Lac Blanc.

La montagna è collocata tra la cresta di montagne che divide la valle Stretta dalla valle della Clarée.
Prima della seconda guerra mondiale si trovava sul confine tra l'Italia e la Francia; essendo passata con gli accordi di pace la valle Stretta in territorio francese la montagna resta totalmente nel territorio francese.

## Salita alla vetta
Dalla valle della Clarée si può salire sulla vetta partendo dalla località Fontcouverte di Névache e passando per il refuge de Ricou, il Lac Laramon, il Lac du Serpent, il Col du Gran Gros ed infine il Col du Lac Blanc.
Dalla Valle Stretta si può partire dal Rifugio I Re Magi e salire la valle toccando il Lago Lavoir e raggiungendo il Col du Vallon. Superato il colle si passa nei pressi del Lac Blanc e passando per il Col du Lac Blanc si raggiunge la vetta.